# 戈特利布·基尔霍夫
戈特利布·西吉斯蒙德·康斯坦丁·基尔霍夫（Gottlieb Sigismund Constantin Kirchhoff，1764年2月19日—1833年2月14日）是來自德意志的俄国化学家。1811年，他成为第一个将淀粉与硫酸加热并将淀粉转化为糖（玉米糖漿）的人。產生的糖最终被命名为葡萄糖。此外他还开发了一種提炼植物油的方法，并建立了一家工厂，該廠每天能制备两吨精炼油。1812年起，戈特利布·基尔霍夫成為彼得堡科学院的院士。